# Artemita brasiliana
Artemita brasiliana är en tvåvingeart som beskrevs av Lindner 1964. Artemita brasiliana ingår i släktet Artemita och familjen vapenflugor. Inga underarter finns listade i Catalogue of Life.